# Андрија Хабуш
Андрија Хабуш (Света Марија, код Чаковеца, 17. септембар 1913 — Брезовице, код Крупња, 18. јун 1944) био је комунистички револуционар и учесник Народноослободилачке борбе.
Још као учесник гимназије у Вараждину, 1930. постао је члан тада илегалног Савеза комунистичке омладине (СКОЈ), а своју политичку активност наставио је доласком на студије у Загреб, где је деловао у студентском покрету. Почетком 1935. примљен је у чланство Комунистичке партије (КПЈ), након чега је учествовао у акцијама радничког покрета. У пролеће 1935. учествовао је у предизборној кампањи и агитацији за Удружену опозицију, због чега је био ухапшен. Крајем исте године, услед полицијског прогона, морао је да напусти Загреб и запосли се као текстилни радник.
Почетком 1936. дошао је у Београд, где се одмах укључио у рад синдикалне и партијске организације, активно делујући међу београдским текстилним радницима. Током 1938. радио је на стварању Странке радног народа, а од 1939. деловао је у Савезу банкарских чиновника. Заједно са супругом Вукицом Митровић био је један од најактивнијих синдикалних и партијских активиста Београда, због чега је више пута хапшен и прогањан од полиције. Почетком 1941. постао је члан Окружног комитета КПЈ за Београд.
Након окупације Југославије, прешао је на рад у Земун, где је радио на организовању покрета отпора. Августа 1941. био је ухапшен, али се након бекства из затвора вратио у Београд. На терен Космаја, упућен је октобра 1941, где је као секретар Среског комитета КПЈ руководио акцијама Космајског НОП одреда и априла 1942. био тешко рањен. У својству инструктора Покрајинског комитета КПЈ за Србију, августа 1942. је упућен на терен Пожаревца, а марта 1943. пребачен на терен Ваљева. Највише је деловао у Рађевини, радећи на стварању партијских организација и партизанских група. Опкољен од четника у селу Брезовице, извршио је самоубиство јуна 1944, како не би жив пао у заробљеништво.

## Биографија
Рођен је 17. септембра 1913. године у селу Света Марија, код Чаковеца. Потицао је из сиромашне земљорадничке породице. Његови родитељи Јосип и мајка Гизела, рођена Шурди, имали су четворицу синова — Мишка, Јосипа, Андрију и Виктора. Ионако лоше, материјално стање породице нагло се погоршало 1921, када је умро Андријин отац Јосипа, након чега се његова мајка даноноћним радом трудила да отхрани децу. Њени родитељи, су још 1915. када је напунио две године узели Андрију код себе у Которибу. Овде је одрастао и завршио четири разреда основне школе. Баба и деда су желели да постане чиновник, па су га послали код тетке у Крижевце, где је завршио пет разреда гимназије. Потом је прешао код ујака у Бјеловар, где је шести разред гимназије. Како су се у међувремену погоршало породично материјално стање, морао се вратити у Которибу, а даље школовање је наставио у Вараждину, уз свакодневно путовање возом. Матурирао је јуна 1933. године.
Одрастајући у сиромаштву, рано је увидео социјалну неправду, а на његово политичко опредељење значајно је утицао стари револуционар Јосип Радманић, који је био учесник у Мађарској револуцији 1919. године. Он га је упознао са комунизмом и заинтересовао га за левичарску литературу, раднички покрет и његову борбу за праведније друштвене односе. Ово је утицало да Андрија, 1930. године, као ученик седмог разреда вараждинске гимназије постане члан илегалног Савеза комунистичке омладине (СКОЈ). Како је рано почео да проучава марксистичку литературу, за кратко време је постао један од најбољих марксиста у својој генерацији.

### Партијска активност у Загребу 1933—1935.
Године 1933. уписао је Филозофски факултет на Загребачком свеучилишту. У то време се на свеучилишту и међу студентима, све више осећао утицај илегалне Комунистичке партије. Одржавани су састанци, штрајкови и демонстрације, који су означавали почетак све отвореније борбе против владајућег режима Краљевине Југославије. Поред одлазака на предавања, као и учешћа у студентском покрету, Андрија је због лошег материјалног положаја прихватао сваког посла. Децембра 1933. отишао је на одслужење војног рока. Пошто је био студент, служио је ђачки рок од девет месеци, а након одслужења довио је чин резервног потпоручника. Када се у јесен 1934. вратио у Загреб, прешао је са Филозофског на Пољопривредно-шумарски факултет, јер су тамо били повољнији услови за студирање. Овде је блиско сарађивао са Стеваном Николићем, секретаром факултетског руководства СКОЈ и чланом Свеучилишног комитета СКОЈ, који га је почетком 1935. примио у чланство Комунистичке партије Југославије (КПЈ).
Након пријема у КПЈ, почео је да обавља одговорне партијске функције на факултету и ван њега — био је члан факултетског комитета СКОЈ, а након одласка Николића, 1935. и секретар овог комитета. Био је организатор многих акција, у којима су учествовали студенти Пољопривредно-шумарског факултета. У јесен 1934, приликом избора за Управу стручног удружења победили су кандидати, које је предложила скојевска организација. Била је ово прва велика победа студената-комуниста на Загребачком свеучилишту. Исте године, приликом прославе годишњице Велике октобарске социјалистичке револуције, студенти агрономије су били најактивнији, а један од њих је пред присутнима развио црвену заставу. Захваљујући доброј организацији, нико до 400 учесника овог скупа није био ухапшен.
Упоредо са политичким радом на факултету, Андрија је учествовао и у акцијама радничког покрета у Загребу. Крајем 1934. био је један од организатора штрајка пекарских радника, а у пролеће 1935. је помагао у организацији штрајка у фабрици „Гаон”. Исте године, активирао се и у раду Синдиката живежарских радника, где је извесно време радио као синдикални функционер. По задатку КПЈ, радио је и у Хрватском друштву Међумураца, где је својим политичким радом допринео да ово друштво постане стециште опозиционо расположених људи из Међумурја и да се активније повежу и укључе у борбу радничког покрета. Посебно се ангажовао у предизборној кампањи за парламентарне изборе маја 1935, када је у доњем Међумурју иступао на конференцијама и зборовима Удружене опозиције. Посебно се ангажовао на раскринкавању профашистичке политике Југословенске народне странке и њеног лидера Светислава Хођере, а тумачио је и политику Комунистичке партије, због чега је априла 1935. ухапшен. У полицији је био претучен, али је због недостатка доказа и опште ситуације око избора пуштен, након чега је заједно са братом Виктором протеран у родно место.
Након краћег задржавања у Светој Марији, илегално се вратио у Загреб, где је под именом Недељко Бобан наставио са партијским радом. Полиција је након пола године трагања за њим, успела је да га ухапси приликом провале у загребачку партијску организацију, у јесен исте године. За време провале полиција је пооштрила контролу у граду, па је био откривен и ухапшен. Полиција није успела да га доведе у везу са ухапшеним комунистима, па је након месец и по дана проведених у притвору, био стражарно спроведен у родно место. Током боравка у родном крају, међу омладином је ширио комунистичке идеје и илегалну литературу, помагао у формирању партијске организације у Коториби и др. Како су му услови за живот у родном месту били веома лоши, а није могао да наставили факултет или добије посао у државној служби, одлучио је да се запосли као неквалификовани радник. Пошто је био познат загребачкој полицији, посао је потражио у Сарајеву, где се запослио у фабрици чарапа „Кључ”. За кратко време, у фабрици је завршио курс и стекао полуквалификацију, али се и упознао са тешкоћама радничког живота.

### Револуционарни рад у Београду 1936—1938.
У пролеће 1936. Андрија Хабуш је дошао у Београд, где се као полуквалификовани радник запослио у Штофари Владе Илића на Карабурми. Овде се одмах повезао са Вукицом Митровић, која је била синдикални функционер Месне подружнице Синдиката текстилно-одевних радника. Веома брзо се ангажовао у придобијању радника штофаре за Уједињене радничке синдикате (УРС), а деловао је и у другим фабрикама. Током 1936. и 1937. радио је као библиотекар у Месној подружници синдиката и веома се ангажовао на овом послу, допунивши библиотеку револуционарном белетристиком и легалном марксистичком литературом. Својим радом је много допринео популисању ове литературе, али и уопштено књига, међу радницима, а посебно радничком омладином.
Како је постигао добре резултате на придобијању радника у Штофари Владе Илића, по договору са синдикатом је завршио штрикерски курс и почетком 1937. се запослио у фабрици плетених производа „Моравија”, у којој су услови за синдикално деловање били веома слаби, а већина организованих раднике припадала је прорежимском Југословенском радничком синдикату (ЈУГОРАС), чији је председник био Драгиша Цветковић. Уз помоћ, Стевана Јовичића и Јована Дукића, који су се средином исте године, такође запослили у „Моравији”, успео је да формира партијску ћелију и створи актив од тридесетак радника, који су деловали у акцијама револуционарног радничког покрета. Како је његов рад на окупљању радника био запажен, крајем 1937. га је отпустио лично власник фабрике. Заједно са Вукицом Митровић, Стеваном Дукићем, Анђом Ранковић, Животом Јевтовићем, Лепом Стаменковић и др, децембра 1937. помагао је у организацији и вођењу штрајка 950 радника у „Београдској текстилној индустрији АД”, који је трајао 30 дана и успешно је завршен. Учествовао је и у демонстрацијама и манифестацијама против тадашњег владајућег режима Краљевине Југославије, а често је био и учесник обрачуна са жандармеријом. Приликом манифестација поводом дочека француског министра иностраних послова Ивона Делбоса, 12. децембра 1937. Андрија је био тешко рањен. Током манифестације, којом су грађани Београда изражавали симпатије према Влади народног фронта Француске, дошло је до сукоба са жандармима. Изреволтиран бруталношћу полиције, Андрија је скочио на једног жандарма и оборио га на земљу, али га је тада други жандарм бајонетом убо у стомак.
Фебруара 1938. Андрија се оженио Вукицом Митровић, својом партијском другарицом, коју је упознао одмах по доласку у Београд. Како су обоје били партијски ангажовани, али и познати полицији, често су мењали станове, а понекад су и живели у илегали. Све то се одржавало и на њихове брачне односе, али су они увек складан брачни пар. Под Вукициним утицајем, у јесен 1938. уписао се на Правни факултет у Београду, али је већ након првог семестра морао одустати од студија, јер је прешао у илегалност. Почетком 1938. био је секретар Месне подружнице Синдиката текстилно-одевних радника, која је обухватала све текстилне раднике на територији Београда, а у јулу је прешао у Савез металских радника Југославије. Упоредо је био ангажован на разним партијским задацима, а посебно се ангажовао у раду на стварању легалне партије — Странке радног народа. Као синдикални функционер био је повезан са Иницијативном одбором ове странке за Србију, у коме су били Павле Павловић, Љуба Радовановић, Веселин Маслеша, Мирко Томић и Бранко Соларић, и по њиховим директивама радио међу београдским радницима. Ценећи његову активност, Иницијативни одбор га је предложио за посланичког кандидата на парламентарним изборима. Ове планове омела је полицијска провала у партијску организацију Београда, када су ухапшена 32 члана КПЈ, међу којима и неки чланови Иницијативног одбора. Како су Андрија и Вукица пар дана пре хапшења променили стан, полиција није успела да их ухапси. Тада су биле расписане потернице за њима, а они су прешли у илегалност.

### Револуционарни рад у Београду 1939—1941.
По одлуци КПЈ, Андрија и Вукица су се све до пролећа 1939. налазили у илегалности, када се Андија пријавио Државном суду за заштиту државе. На овај начин, избегао је полицијско хапшење и евентуалну тортуру, јер је био директно спроведен у истражни затвор на Ади Циганлији, где је остао све до почетка суђења. На суђењу одржаном јуна 1939. био је услед недостатка доказа ослобођен и пуштен на слободу, али га је полиција протерала у родно место. У току јула се поново вратио у Београд и запослио као службеник у Савезу набавно-продајних задруга, а од августа исте године је био члан Савеза банкарских осигуравајућих трговачких и индустријских чиновника (СБОТИЧ). Као партијски радник, тада се нашао у новој ситуацији јер је деловао међу службеницима и чиновницима, а не радницима као до тада. Ипак у раду је имао успеха и одређени број њих је укључио у револуционарни раднички покрет. Упоредо са овим, радио је и на другим партијским задацима. Присуствовао је скојевским састанцима и састанцима Здружене омладине у оквиру Савеза набавно-продајних задруга и помагао им у раду. Одржавао је везе и са текстилним радницима и присуствовао њиховим партијским и синдикалним састанцима. Био је извесно време секретар партијског бироа текстилних радника и секретар Рејонског комитета КПЈ у Београду.
Истовремено са синдикалним и партијским дужностима, наставио је рад на организовању Странке радног народа, која је требала да представља легална облик рада КП Југославије. Када је јула 1939. формиран Месни одбор ове странке у Београду Андрија је постао његов секретар, а поред њега чланови су били — Лепа Перовић, Војин Гузина, Лазар Лазић, Стеван Дукић и др. Под његовим руководством, месни одбор је развио свестрану активност, па су касније створени рејонски одбори, као и одбори по фабрикама и предузећима. Пошто рад ове странке није био одобрен, активност ових одбора се одвијала у полуилегалним условима. Месни одбор организовао је предавања о фашизму, народном фронту, Совјетском Савезу и другим тада актуелним темама, којима је присуствовало и по 200 радника. Октобра 1939. одржана је Покрајинска конференција Странке радног народа, којој је присуствовало око 30 делегата, међу којима и Андрија. Након конференције, Андрија је још извесно време руководио Месним одбором, а затим га је крајем исте године предао Лепи Перовић, с обзиром да је већ наредне године ова партија престала са радом.
Активно је учествовао у демонстрацијама 14. децембра 1939, током којих је учествовао у сукобу демонстраната са жандармеријом у Александровој улици, након чега су демонстранти успели да се пробију до Вуковог споменика. Овде је полиција отворила ватру на њих, након чега је поворка била разбијена, па је Андрија са групом демонстраната отишао ка Каленић пијаци. Увече је и овде полиција отворила ватру на демонстранте и том приликом је био рањен Ђуро Стругар. Заједно са двојицом другова, Андрија је Стругара пренео најпре до стана Давида Пајића, а потом и до ординације др Ника Миљанића, где му је указана лекарска помоћ. Од краја 1939. па све до почетка рата, априла 1941. Андрија је вршио разне партијске дужности — секретара Партијског бироа текстилних радника, секретера Рејонског комитета КПЈ на Карабурми, инструктора Покрајинског комитета КПЈ за Србију и члана Окружног комитета КПЈ за Београд. Активно је учествовао у партијском раду — држао је састанке, предавања, водио разговоре са синдикалним активистима и члановима КПЈ, стварао је марксистичке кружоке, организовао скупљање Црвене помоћи и др. Маја 1940. био је делегат београдске партијске организације на Покрајинској конференцији КПЈ за Србију, на којој је његова супруга Вукица била изабрана у Секретаријат Покрајинског комитета.
Августа 1940. полиција је извршила провалу у партијску организацију Београда и ухапсила одређени број чланова КПЈ. У току ове провале, откривен је и Андријин партијски рад, али је он успео да избегне хапшење и морао је прећи у илегалност. У јесен исте године дошло је до наглог погоршања положаја текстилних радника, па се заједно са другим групом партијских радника, међу којима су били Лепа Стаменковић, Драги Стаменковић, Зденка Шегвић, Митра Митровић, Маријана Грегоран и др, ангажовао на организацији штрајка. Након одржаног низа састанака са радничким повереницима и синдикалним активистима, детаљно је разрађен план штрајка и одређен Штрајкачки одбор, на чијем се челу налазио Андрија Хабуш. Непосредни повод за штрајк текстилних радника био је отпуштање старијих радника из Штофаре Владе Илића, почетком децембра 1940. године. Након неколико дана штрајка, интервенисала је полиција и ухапсила све чланове Штрајкачког одбора. У затвору „Главњача” остао је месец дана, а ислеђивао га је агент Светозар Вуковић. Упркос полицијској тортури одбијао је да било шта призна, а након пуштања на слободу протеран је у родно место.
Након повратка у Београд, фебруара 1941. присуствовао је Окружној партијској конференцији КПЈ за Београд, на којој је изабран нови Окружни комитет, чији је секретар био Бора Марковић, а чланови Филип Кљајић, Ђуро Стругар, Мирко Томић, Андрија Хабуш, Тодор Дукин, Милош Матијевић и др. Задатак овог комитета био је да обједини рад партијских организација на територији београдског округа (посавски, космајски и подунавски срез), али без града Београда, где је деловао Месни комитет КПЈ за Београд. Андрија је тада у својству члана Окружног комитета и инструктора Покрајинског комитета КПЈ за Србију био задужен за деловање у космајском срезу, а поред тога наставио је да делује и као секретар Рејонског комитета КПЈ на Карабурми. Обилазио је партијске организације, присуствовао састанцима, формирао нове организације, радио на идеолошком образовању чланова и организовању политичког рада на селу.

### Окупација и рад у Земуну 1941.
Андрија је као истакнути београдски партијски активиста учествовао у демонстрацијама против приступања Југославије Тројном пакту, 26. и 27. марта 1941, а након војног пуча и пада Владе Цветковић-Мачек радио је на припремама за одбрану земље. Напад Сила осовине на Краљевину Југославију, 6. априла 1941. затекли су га у селу Парцани на Космају, где је био у обиласку партијске организације. На вест о нападу, одмах се вратио у разорени Београд и истог дана са групом од тридесетак другова кренуо ка Ваљеву, како би се пријавили војном округу, који је тамо био премештен. У Лајковцу и Лазаревцу су покушали да ступе у јединицу, али су одбијени, јер команде нису имале наређење у вези пријема добровољаца. Након доласка у Ваљево, 10. априла 1941, одржан је у кући Мише Пантића, члана Окружног комитета КПЈ за Ваљево, састанак коме су између осталог присуствовали — Владимир Дедијер, Мима Јовановић, Ђура Мештеровић, Андрија Хабуш и др. На састанку је извршена анализа ситуације и донета одлука да Дедијер, са једном групом другова, пође у Ужице, како би се евентуално тамо прикључили војсци, а да се Андрија врати у Београд.
Првих дана окупације Београда Андрија је живео полуилегално, а половином маја 1941. је прешао у Земун, где је деловао под илегалним именима Никола, Плави и Словенац. Покрајински комитет КПЈ за Србију тада је у складу са новонасталом ситуацијом, донео одлуку да се у Земуну формира Срески комитет КПЈ, па је тамо упутио Милоша Мамића, члана Покрајинског комитета и Андрију Хабуша, члана Окружног комитета. Поред формирања Среског комитета, њихов задатак је био да обезбеде и сигуран канал за одржавање везе са партијском организацијом у Загребу. Одмах по доласку, они су формирали Срески комитет КПЈ за Земун, у који су ушли — Милош Мамић (политички секретар), Андрија Хабуш (организациони секретар), Лазар Мамузић, Силвестер Фогл, Пал Шоти и Фрида Филиповић. Андрија је у Земуну деловао под илегалним именима — Никола, Плави и Словенац. Заједно са Мамићем, обилазио је партијске и скојевске организације, разматрајући нове услове илегалног партијског рада, а ускоро су формирали и Срески комитет СКОЈ. Након напада на Совјетски Савез, 22. јуна 1941, са Мамићем и Шотием обилазио је села земунског реза и радио на обезбеђивању илегалних „канала” и веза, стварању пунктова, који би били подршка будућим партизанским одредима. Радио је и на организовању штампања прогласа са позивом у борбу против окупатора, као и на стварању Народноослободилачког фонда, стварању актива жена и др.
Рад земунских илегалаца није остао неопажена од полиције, која је 30. августа 1941, блокирала кућу у којој се одржавао састанак Среског комитета. Јанко Лисјак и Пал Шоти успели су да побегну, док је полиција ухапсила Милоша Мамића и Андрију Хабуша. Земунска полиција није знала ко су, претпостављала је да су активисти Народноослободилачког покрета, па их је убрзо из затвора пребацила у касарну код парка, где су се тада налазили ухапшени таоци и други окупационом режиму сумњиви грађани. Срески комитет је дознао да полиција планира да ухапшене преда Специјалној полицији у Београду, па је организована акција њиховог спашавања. У међувремену, Андрија и Силвестер Фогл су се пријавили за добровољни рад на пресељењу ствари из зграде полиције у касарну, па су ово успели да искористе за бекство. Милош Мамић и Шандор Мајор, упели су уз помоћ Томе Девалда, да побегну из затвора кроз један прозор. Након бекства, скривали су се једно време код симпатизера НОП-а, након чега су Срески комитет и Јанко Лисјак организовали њихово пребацивање у Београд.

### Деловање на Космају 1941—1942.
Андрија се вратио у Београд, средином септембра 1941, у време масовних хапшења београдских илегалаца, што је посебно отежавало његово кретање по граду, јер га је већина агената Специјалне полиције познавала као комунистичког активисту још од пре рата. Упркос свим опасностима, радио је на упућивању нових бораца у партизанске одреде ван Београда, а најчешће на Космај. Месни и Окружни комитет КПЈ за Београд руководили су на почетку устанка ослободилачком борбом у околини Београда, а посебно на Космају и Посавини, где су упућивали нове борце, али и оне чланове КПЈ, којима је претила опасност од хапшења. Након почетка Прве непријатељске офанзиве, половином септембра, везе између партијских организација и партизанских одреда на терену са партијском организацијом у граду, бивала је све тежа, па је Покрајински комитет КПЈ за Србију у својству инструктора упутио Андрију Хабуша на терен космајског среза, ради пружању помоћи партијском руководству у руковођењу ослободилачком борбом.
По доласку на Космај, неколико пута је одлазио у Београд и одржавао везе са Месним комитетом КПЈ за Београд, а последњи пут је у Београду боравио почетком октобра 1941, у време хапшења његове супруге Вукице Митровић. Покушавао је тада безуспешно да успостави везу са њом, али се морао вратити на Космај. Већ у току октобра, извршио је реорганизацију Среског комитета КПЈ за Космај, чији је секретар био Дража Марковић, након чега је обновљен рад партијских организација у селима космајског среза. Упоредо је учествовао на партијским и скојевским састанцима бораца Космајског партизанског одреда, као и у планирању акција одреда. Након Прве непријатељске офанзиве, током које је дошло до пада Ужичке републике и повлачења главнине партизанских снага у Санџак, дошло је док кризе у ослободилачке борбе у Србији. Стање у другим срезовима београдског округа било је још теже, па је одлуком Покрајинског комитета КПЈ за Србију Срески комитет КПЈ за Космај, поред космајског среза, руководио радом партијских организација у младеновачком, грочанском и подунавском срезу, због чега је новембра 1941. извршена нова реорганизација Среског комитета. Андрија је постао секретар комитета, а остали чланови су били — Дража Марковић, Јуре Сарић, Мирослав Јовановић и нешто касније Божидарка Дамњановић Кика. Срески комитет је окупио преостале чланове КПЈ и борце Космајског одреда, чија се главнина повукла за Санџак, од којих су стваране мање ударне групе, које су изводиле акције на терену грочанског, космајског и младеновачког среза. Упркос масовним хапшењима чланова КПЈ, активиста и симпатизера Народноослободилачког покрета, на терену младеновачког среза, крајем 1941. био је развијен веома активан партијски рад, након чега је формирано среско партијско руководство, па је Срески комитет КПЈ за Космај наставио да делује на терену космајског, подунавског и грочанског среза, где је политичким радом било обухваћено 50 села, у којима је деловало 29 Народноослободилачких одбора.
Почетком 1942. Андрија је радио на томе да Космајска партизанска чета, која је остала на терену, након одласка главнине Космајског одреда у Санџак, прерасте у партизански одред, који би дејствовао у Посавини. 
Фебруара 1942. Срески комитет је добио упутство од Покрајинског комитета КПЈ за Србију да Космајска чета прошири дејства и изгради базе на Авали, Венчацу и Букуљи. Дејство чете на овим планинама и ширење дејства према Београду, имало је задатак да олакша прихватање нових бораца из Београда. Ови задаци, били су део општег плана, с обзиром да је Врховни штаб НОПОЈ, почетком јануара 1942. наредио пребацивање Космајског одреда на територију јужно од Ваљева, са циљем повратка на Космај. Након примања вести о повратку одреда на Космај, Андрија и Јуре Сарић су кренули у сусрет одреду, са задатком да га реорганизују и створе мање јединице погодне за дејство у новим условима. Везу са одредом успоставили су 22. фебруара 1942, у моменту када је он био опкољен од више стотина немачких, недићевских и четничких снага у рејону села Миросаљци—Тулеж—Венчани. Након вишечасовне борбе, Космајски одред од 115 бораца, био је скоро уништен, а група од око 35 преживелих успела је у току ноћи да се повеже са Сарићем и Хабушом, након чега су се пребацили на терен младеновачког среза.
Разбијање Космајског одреда, било је велики губитак за Народноослободилачки покрет на овом терену, па је Срески комитет наставио са радом у још тежим условима. Ипак у пролеће 1942. су формирана среска партијска и скојевска руководства на терену грочанског и подунавског среза, па је Срески комитет КПЈ за Космај наставио да делује само на терену космајског среза. Обављајући партијске задатке, Андрија је често упадао у ризичне ситуације. Приликом одласка на састанак са Љубомиром Ивковићем Шуцом, у селу Дучина, 29. априла 1942. свратио је у једну колибу, али су четници убрзо потом опколили колибу и позвали га на предају. Бацајући бомбе међу четнике, успео је да се пробије из обруча и убије једног четника, али је и сам био тешко рањен у руку. Успео је да се пробије до села Рогача, где је дошао у кућу једног сарадника НОП-а. Кика Дамњановић га је потом пребацила у Орашац, у кућу Миливоја Благојевића, где је лечен мелемима и другим народним лековима од 6. маја до 12. јуна 1942. године.
Указом Председништва АВНОЈ-а постхумно је 6. јула 1945. одликован Орденом заслуга за народ другог реда.  Након ослобођења, његови посмртни остаци су пренети у Белу Цркву, код Крупња и сахрањени у заједничкој гробници, са другим истакнутим партизанским борцима западне Србије, која се налази у оквиру спомен-комплекса Бела Црква, подигнутог на месту где се 7. јула 1941. одиграла прва устаничка акција у Србији.